# OOO, Den-O, All Rider: Let's Go Kamen Rider
OOO, Den-O, All Rider: Let's Go Kamen Rider (オーズ・電王・オールライダー レッツゴー仮面ライダー Ōzu Den'ō Ōru Raidā: Rettsu Gō Kamen Raidā) là bộ phim dự kiến được phát hành vào ngày 1 tháng 4 năm 2011, để mừng kỷ niệm Kamen Rider Series lần thứ 40. Tiêu ngữ của bộ phim là "Đây là những Hero của Nhật Bản!" (これが日本のヒーローだ! Korega Nihon no Hīrō da!). Trong khi bộ phim sẽ có sự xuất hiện của tất cả nhân vật chính, anh hùng chính của loạt Kamen Rider gốc (#1), Kamen Rider Den-O, và Kamen Rider OOO sẽ là nhân vật chính. Tiểu đề của bộ phim "Let's Go Kamen Rider" là một sự tưởng nhớ đến bài hát chủ đề của loạt gốc, "Let's Go!! Rider Kick" (レッツゴー！！ライダーキック Rettsu Gō!! Raidā Kikku). Bộ phim cũng đánh dấu 60 năm công ty Toei. với sự xuất hiện của các nhân vật từ các tác phẩm của Shotaro Ishinomori: Kikaider, Kikaider 01, Inazuman, và Kaiketsu Zvatt.

## Câu chuyện
Các Kamen Rider Den-O, OOO, New Den-O, và Birth, cùng với Imagin, phải chặn DenLiner chạy mất kiểm soát hướng vào Thế giới #1 (１号の世界 Ichigō no Sekai). Các Rider, Imagin và Kamen Rider #1 phải lái DenLiner xuyên qua thời gian đến từng thời điểm tương ứng với từng thế giới của các Kamen Riders và ngăn chặn đế chế Shocker mới.

## Diễn viên
- Hino Eiji (火野 映司 Hino Eiji?): Watanabe Shu (渡部 秀 Watanabe Shū?)
- Nogami Kotaro (野上 幸太郎 Nogami Kōtarō?): Sakurada Dori (桜田 通 Sakurada Dōri?)
- Ankh/Izumi Shingo (アンク／泉 信吾 Anku/Izumi Shingo?): Miura Ryosuke (三浦 涼介 Miura Ryōsuke?)
- Izumi Hina (泉 比奈 Izumi Hina?): Takada Riho (高田 里穂 Takada Riho?)
- Hidari Shotaro (左 翔太郎 Hidari Shōtarō?): Kiriyama Renn (桐山 漣 Kiriyama Ren?)
- Philip (フィリップ Firippu?): Suda Masaki (菅田 将暉 Suda Masaki?)
- Naomi (ナオミ Naomi?): Akiyama Rina (秋山 莉奈 Akiyama Rina?)
- Mitsuru (ミツル?): Imai Yūki (今井 悠貴 Imai Yūki?)[4]
- Naoki (ナオキ?): Yoshikawa Fumiki (吉川 史樹 Yoshikawa Fumiki?)[4]
- Nokko (ノッコ?): Tsunematsu Yuri (恒松 祐里 Tsunematsu Yuri?)[4]
- Shigeru (シゲル?): Hayashi Roi (林 遼威 Hayashi Roi?)[4]
- Owner (オーナー Ōnā?): Ishimaru Kenjirō (石丸 謙二郎 Ishimaru Kenjirō?)
- Sasaki Isao (ささき いさお Sasaki Isao?):Nhà khoa học vô danh của Shocker
- Momotaros (モモタロス Momotarosu?, Lồng tiếng): Seki Toshihiko (関 俊彦 Seki Toshihiko?)
- Urataros (ウラタロス Uratarosu?, Lồng tiếng): Yusa Kōji (遊佐 浩二 Yusa Kōji?)
- Kintaros (キンタロス Kintarosu?, Lồng tiếng): Terasoma Masaki (てらそま まさき Terasoma Masaki?)
- Ryutaros (リュウタロス Ryūtarosu?, Lồng tiếng): Suzumura Kenichi (鈴村 健一 Suzumura Ken'ichi?)
- Teddy (テディ Tedi?, Lồng tiếng): Ono Daisuke (小野 大輔 Ono Daisuke?)
- General Shadow (ジェネラルシャドウ Jeneraru Shadō?, Lồng tiếng): Shibata Hidekatsu (柴田 秀勝 Shibata Hidekatsu?)[4]
- Tướng quân Black (ブラック将軍 Burakku Shōgun?, Lồng tiếng): Fukumoto Seizō (福本 清三 Fukumoto Seizō?)[4]
- General Jark (ジャーク将軍 Jāku Shōgun?, Lồng tiếng): Katō Seizō (加藤 精三 Katō Seizō?)
- Lãnh đạo tối cao của Shocker (ショッカー首領 Shokkā Shuryō?, Lồng tiếng): Naya Gorō (納谷 悟朗 Naya Gorō?)
- Kamen Rider #1 (仮面ライダー１号 Kamen Raidā Ichigō?, Lồng tiếng): Fujioka Hiroshi (藤岡 弘、 Fujioka Hiroshi,?)[5]
- Kamen Rider #2 (仮面ライダー２号 Kamen Raidā Nigō?, Lồng tiếng): Sasaki Takeshi (佐々木 剛 Sasaki Takeshi?)[5]
- Kamen Rider V3 (仮面ライダーV3 Kamen Raidā Bui Surī?, Lồng tiếng): Miyauchi Hiroshi (宮内 洋 Miyauchi Hiroshi?)[5]
- Shocker Greeed (ショッカーグリード Shokkā Gurīdo?, Voice): Ishikawa Hideo (石川 英郎 Ishikawa Hideo?)[4]
- Giọng của O Scanner (オースキャナー音声 Ōsukyanā Onsei?, Voice): Kushida Akira (串田 アキラ Kushida Akira?)
- Giọng của Birth Driver, Giọng của Birth Buster (バースドライバー音声、バースバスター音声 Bāsu Doraibā Onsei, Bāsu Basutā Onsei?): Nakata Jōji (中田 譲治 Nakata Jōji?)
- Gaia Memory (ガイアメモリ音声 Gaia Memori Onsei?): Tachiki Fumihiko (立木 文彦 Tachiki Fumihiko?)